# Чон-Арык (Джалал-Абадская область)
Чон-Арык (кирг. Чоң-Арык) — село в Токтогульском районе Джалал-Абадской области Кыргызстана. Входит в состав Кетмень-Дебенского айылного аймака.

## География
Село расположено в северной части области, на правом берегу реки Узун-Ахмат, на расстоянии приблизительно 23 километров (по прямой) к западу от города Токтогула, административного центра района. Абсолютная высота — 966 метров над уровнем моря.

## Население
Согласно оценочным данным Национального статистического комитета Кыргызской Республики, численность населения села на начало 2023 года составляла 3487 человек.
| год     | 2009 | 2014 | 2015 | 2020 | 2021 | 2023 |
| ------- | ---- | ---- | ---- | ---- | ---- | ---- |
| человек | 3273 | 3448 | 3418 | 3640 | 3523 | 3487 |